# Günther Chaloupek

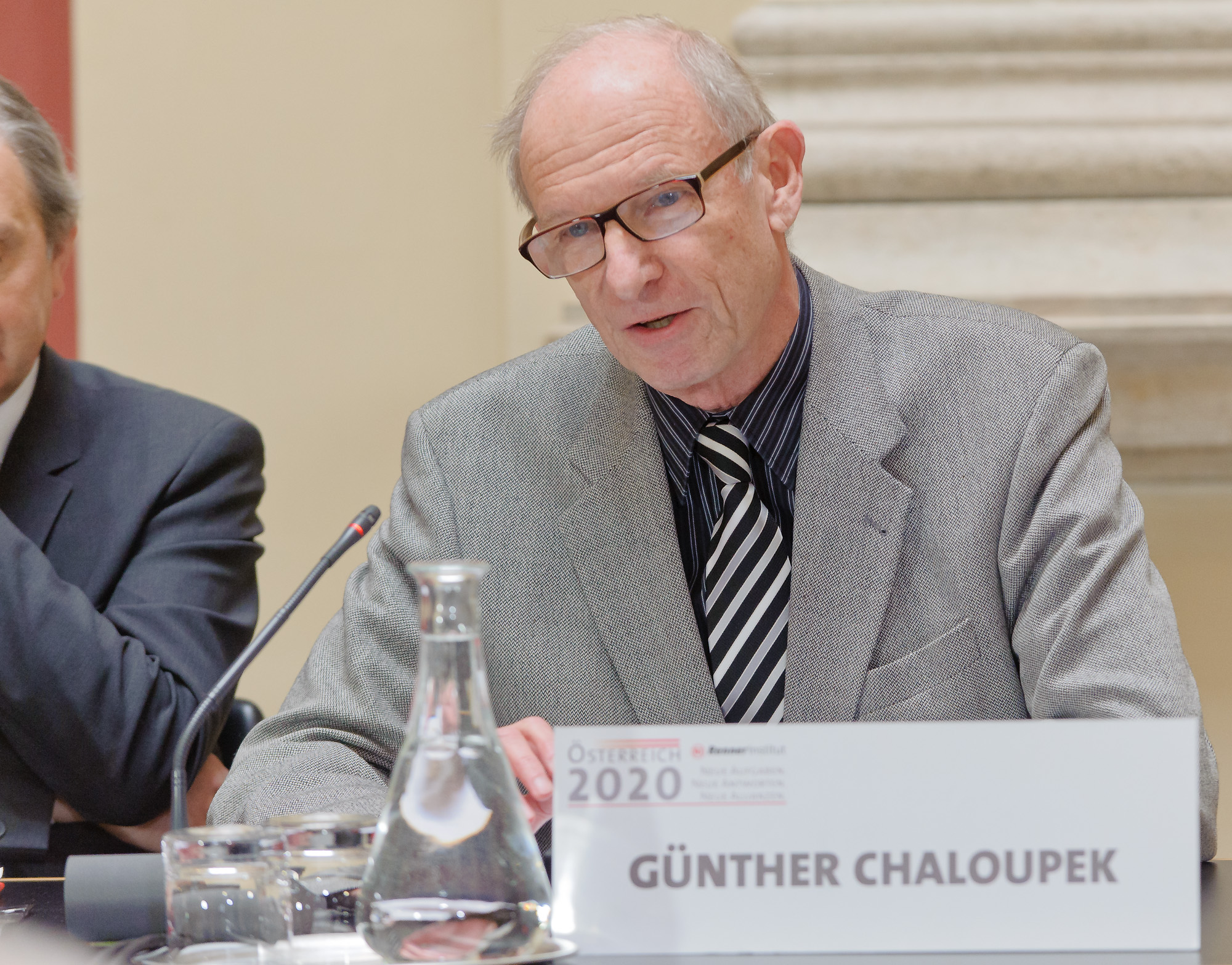
Günther Chaloupek (2012)

Günther Karl Chaloupek (* 5. Juli 1947 in Zwentendorf an der Donau, Niederösterreich) ist ein österreichischer Ökonom.

## Leben
Der Sohn des Lehrers und Abgeordneten zum Nationalrat Ferdinand Chaloupek absolvierte das Bundesgymnasium in Krems an der Donau und das Studium der Rechtswissenschaften an der Universität Wien (Dr. jur. 1969). Als Fulbright-Stipendiat studierte er 1970 bis 1971 an der University of Kansas in Lawrence, Kansas, Wirtschaftswissenschaften und schloss dort mit dem M. A. ab. Beruflich war er ab 1972 in der Kammer für Arbeiter und Angestellte Wien in der von Eduard März gegründeten wirtschaftswissenschaftlichen Abteilung tätig, von 1986 bis 2011 als deren Leiter. 2011 wurde Chaloupek zum Leiter des Wirtschaftsbereiches in der Kammer für Arbeiter und Angestellte ernannt, als Abteilungsleiter folgte ihm Markus Marterbauer nach.
Chaloupek leitete von 1976 bis 1992 als Geschäftsführer den Beirat für Wirtschafts- und Sozialfragen der Paritätischen Kommission. Er fungierte als redaktioneller Leiter der Zeitschrift Wirtschaft und Gesellschaft sowie als Vizepräsident des österreichischen Staatsschuldenausschusses und des Verwaltungsrates der Österreichischen Postsparkasse.
Er ist Autor von Publikationen zu Fragen der Wirtschaftspolitik und Wirtschaftsgeschichte sowie Mitautor einer österreichischen Industriegeschichte und einer Wirtschaftsgeschichte Wiens. Ab 1985 leitete er als langjähriger Obmann den Arbeitskreis Dr. Benedikt Kautsky. Auch in dieser Funktion folgte ihm 2013
Markus Marterbauer nach.

## Werke
- Österreichische Handelsgeschichte, 2012[1]